# Spira (coopérative de cinéma)
Pour les articles homonymes, voir Spira.
Spira est une coopérative vouée au cinéma indépendant, installée dans la Ville de Québec, au Québec, depuis 1977.

## Description
Le principal mandat de Spira est de stimuler la création[Comment ?] et de soutenir la production[Comment ?] de cinéma indépendant, en plus d'assurer la distribution de courts et longs métrages au Canada ainsi qu'à l'étranger. La coopérative est le résultat de la fusion, en 2015, de deux organismes qui existaient depuis près de 40 ans : Spirafilm et Vidéo Femmes.

## Histoire

### 1977 à 1988
Née sous l'appellation Spirafilm, la coopérative voit le jour en 1982 à Québec, après avoir opéré quelques années sous l'acronyme UPDAV (Unité de production audio-visuelle). Formée de travailleurs cinématographiques, le mandat initial de la coopérative est de soutenir la production cinématographique et audiovisuelle à Québec. La plupart des membres actifs de cette période quittent vers Montréal. Stella Goulet, l'une des fondatrices de la coopérative, est la réalisatrice la plus prolifique de cette génération.

#### Des œuvres phares
En 1988, deux œuvres produites par Spirafilm reçoivent le prix Gémeaux du meilleur court métrage. Il s'agit des films Le gros de la classe, scénarisé par Stella Goulet et réalisé par Jean Bourbonnais, qui est pendant quelques années le court métrage le plus profitable au Canada, ainsi que Élise et la mer, réalisé par Stella Goulet.

#### Déficit
Pendant que l'une de ses productions est profitable, Spirafilm investit dans des projets de films qui ne verront pas le jour. Les problèmes financiers de l'organisme rendent difficiles la production de films pour la seconde génération de membres, alors que Spirafilm doit composer avec un déficit accumulé de 60 000 $. La coopérative s'éloigne alors de son mandat initial qui est de produire des œuvres indépendantes dont les cinéastes détiennent le contrôle artistique et éditorial. En effet, pour pallier le déficit, la coopérative est appelée à produire des vidéos qui ne correspondent pas à son mandat.

### 1989 à 1995

#### Un vent de renouveau
Au début des années 1990, une génération de nouveaux membres adhère à la coopérative, soit Jean-Robert Morin, Pierre Gréco, Chantal Vézina et Charles-Éric Savard. Ce dernier occupera les postes de vice-président et de président. Durant ses mandats, des mesures seront instaurées pour relancer la production et ainsi réduire le déficit. Un emprunt bancaire permettra de renouveler les équipements de production.
À la fin des années 1993, la coopérative réaffirme son mandat de production indépendante et crée des postes administratifs permanents.
Le déficit sera épongé à la fin de l'année 1994.
En 1995, Spirafilm emménage dans ses nouveaux locaux qui se trouvent dans Méduse (coopérative),.

### 1996 à 2015

#### Des œuvres produites par Spirafilm
En 1996, L’hypothèse rivale de Normand Bergeron est produit dans le cadre de la série Contes scientifiques.
L'année suivante, la coopérative produit également, en collaboration avec Les Productions Somnambules, le court métrage de fiction Petites histoires de linge sale réalisé par Francis Leclerc.
La dernière production recensée est le documentaire Petites et grandes histoires d’un homme libre, réalisé par Pauline Voisard en 2014 et produit en collaboration avec Vidéo Femmes. À l’exception des films issus des projets collectifs qu’elle organise, la coopérative n’agit plus à titre de maison de production.

#### Fusion
La fusion entre Spirafilm et Vidéo Femmes a eu lieu le 18 février 2015. La nouvelle entité, qui se nomme Spira, devient l'un des plus "gros" centre d'artistes en arts médiatiques au Canada. La fusion a été récompensée par le Conseil québécois de la coopération et de la mutualité avec la remise du prix du Bon coup de l'année 2015,.

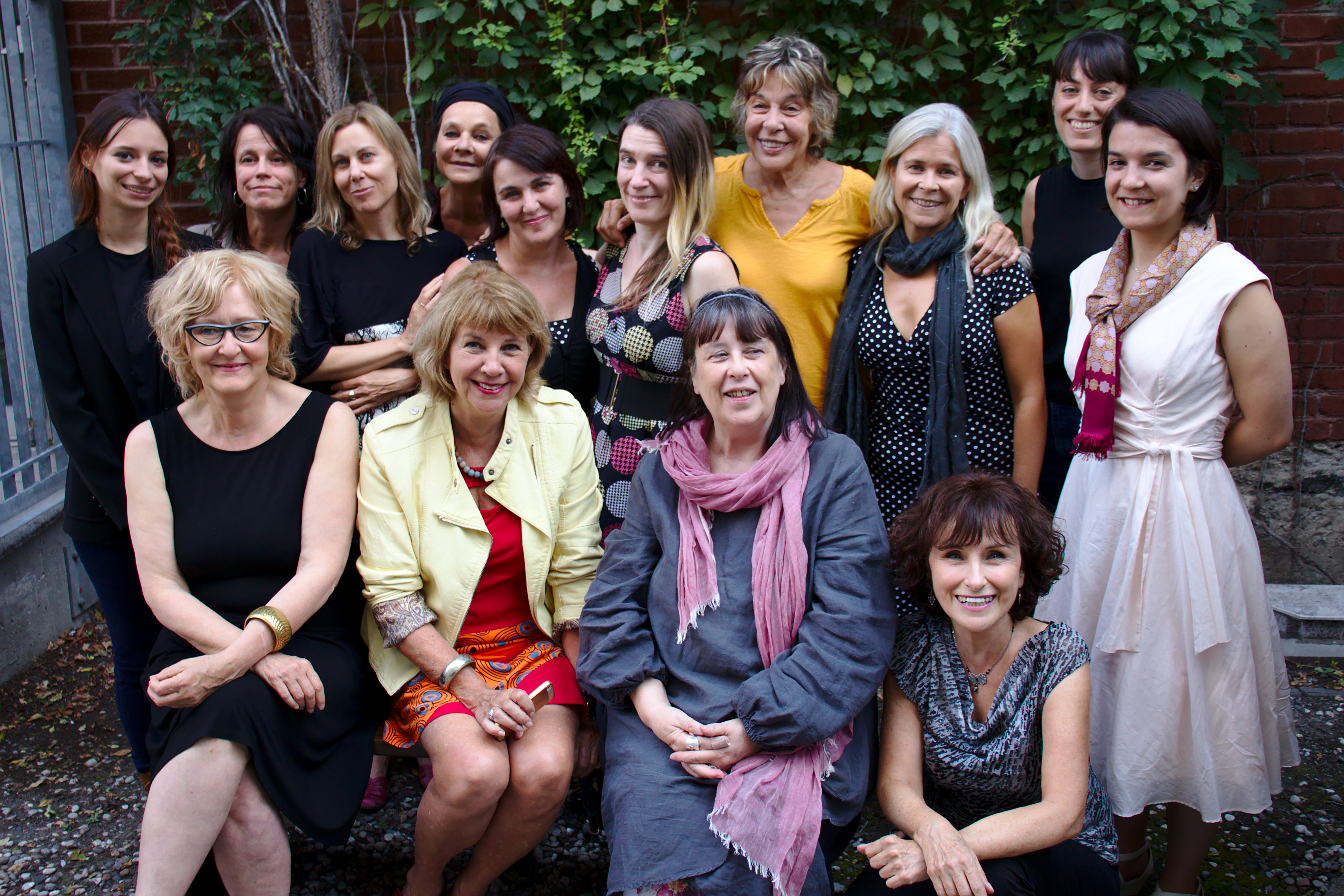
Quelques-unes des réalisatrices du collectif Vidéo femmes.

#### Vidéo Femmes
Spira conserve l'héritage de Vidéo Femmes, notamment par le respect de l'équité homme-femme dans l'ensemble de ses activités et par la distribution d'un peu plus de 300 œuvres issues du répertoire de Vidéo Femmes.

#### Développement du secteur de la distribution
En même temps que la fusion, Spira annonce le développement d'un nouveau service : la distribution de courts métrages et de longs métrages documentaires. Depuis ce temps, la coopérative distribue entre 20 et 30 œuvres par année,.

### Projets collectifs
Plusieurs projets collectifs ont été produits par la coopérative entre 2001 et 2015.

#### Les Chefs-d’œuvre en 5 minutes
Initié en 2001, « Les Chefs-d’œuvre en 5 minutes » est le premier projet collectif produit par Spirafilm. La production de ces courts films s'inscrit dans le cadre des festivités entourant le 25e anniversaire de la coopérative. Dans le cadre du projet, chacun des dix cinéastes participants, soit Martin Brouard, Jeremy Peter Allen, Steve Asselin, Philippe Gagnon, Catherine Lachance, Lisa Sfriso, Louis-André Lebrun, Stéphane Houle, Christian Daigle et Luc Saint-Laurent, ont eu à créer un court métrage de 5 minutes.

#### Projet 100 pieds
Ce projet fut initié par Spirafilm, Vu et les Soirées de Musique Fraîche en 2005. Pour la réalisation de leur court métrage, dix réalisateurs ont reçu 100 pieds de bobines de la part de Spirafilm. Le court métrage Redite réalisé par Patrick Boivin, produit dans le cadre du projet, a été présenté en ouverture des Rendez-vous Québec cinéma et il a reçu le premier prix du Festival de court métrage Glitch.

#### Projet 400 pieds
En 2007, ce projet de production collectif a permis à huit réalisateurs de réaliser un film en Super 16-mm sur le thème de la perte, avec 400 pieds de pellicule. Les cinéastes participants étaient Jean-François Aubé, Normand Bergeron, Jean-François Boudreault, Thierry Bouffard, Steve Landry (Carnior), Cimon Charest, Richard Lacombe et François Perreault,.

#### Québec Super 8
En 2009, avec le projet de création collectif Québec Super 8, Spirafilm a permis la réalisation de huit courts métrages qui traitent du folklore de Québec (ville). Les cinéastes participants étaient François Perreault, Steve Landry (Carnior), Pierre Boulanger, Louis Blackburn, Samuel Matteau, Patrick Faucher, François Gamache et Geneviève Allard,. Le projet fut présenté, entre autres, au festival Off-Courts Trouville, ainsi qu’au Festival Vitesse Lumière.

#### Projet Versus
Par ce projet initié en 2014, huit réalisateurs et réalisatrices ont tourné des courts métrages de moins de dix minutes qui s’inspirent de la thématique « Résistance » de la Manif d’art 7. Comme contrainte, ils devaient utiliser en partie la caméra Bolex H16, associée à la Nouvelle Vague.
Les cinéastes participants étaient Louis Blackburn, Catherine Breton, Anne-Marie Bouchard, Felipe Martin, Martin Bureau, Luc Renaud, Jean-Philippe Nadeau-Marcoux et Benjamin Tessier.
Les courts métrages Ils n’ont demandé à personne de Martin Bureau et Le gars du Front de Benjamin Tessier et Jean-Philippe Nadeau-Marcoux ont été réalisés dans le cadre de ce projet.

#### Projet 5 courts
Initié par l’Office national du film du Canada, chaque année depuis 2014, le projet 5 courts est réalisé en partenariat avec un centre d’artistes. En 2015, le projet a été réalisé en partenariat avec SPIRA. Il a permis à quatre réalisateurs et une réalisatrice de revisiter le genre documentaire.
Les courts métrages ont été présentés au Festival REGARD. De cette série, le court métrage L’enfer marche au gaz de Martin Bureau a été présenté au Festival Hot Docs et Entrevue avec un homme libre de Nicolas Lévesque a été présenté au Tribeca Film Festival. Le court métrage de Nicolas Lévesque s’est aussi inscrit parmi les dix meilleurs films du Canada choisis par le jury du TIFF en 2015.

## SPIRA et le milieu du cinéma

### Les services aux membres
Afin d’honorer son principal mandat, la coopérative offre à ses membres la location d'équipements de tournage et de post-production à rabais, et ce, depuis 2004. Un autre des mandats de la coopérative est d’assurer le développement de la communauté cinématographique. Pour ce faire, SPIRA propose des bourses de création, organise des formations destinées aux cinéastes, des classes de maîtres ainsi que des activités de réseautage. À l’occasion, la coopérative présente des séances d’information pour que les principaux bailleurs de fonds présentent leurs programmes de financement aux cinéastes. Depuis la fusion avec Vidéo Femmes, la coopérative continue d’organiser divers projets collectifs qui favorisent le développement des cinéastes. En 2018, le projet collaboratif Urgence permettait à six cinéastes de réaliser un court métrage s’inspirant du thème de l’urgence. Le plus récent projet collectif initié par SPIRA est le projet Exploration 360.

### Partenariats avec des festivals de cinéma
Au fil des ans, SPIRA a développé des partenariats avec des festivals de cinéma, au Québec, au Canada et à l'international. Que ce soit avec le Festival international du cinéma francophone en Acadie pour encourager la production de films réalisés par des cinéastes de la relève, le festival Off-Courts Trouville avec le projet Import/Export ou par la remise de prix dans des festivals au Québec, dont le Festival de cinéma de la ville de Québec et le Festival du film étudiant de Québec.